# Gog i Magog
Gog i Magog – postać, kraina lub naród występujące w Biblii w kontekście apokaliptycznym. Przy końcu świata mają one najechać i spustoszyć Izrael. Nawiązania do Goga i Magoga obecne są także w mitologii i folklorze różnych krajów.
Historycznie chodzi prawdopodobnie o żyjącego w VII w. p.n.e. króla Lidii, Gygesa.

## Relacja biblijna
Gog w Księdze Ezechiela jest apokaliptyczną postacią przybywającą z północy, władcą krainy Meszek i Tubal, która niszczy Izrael, ale potem zostaje sam pokonany przez Boga. Opis napaści Goga oraz jego klęski nawiązuje do „nieprzyjaciela z północy” przepowiadanego przez Jeremiasza oraz motywu klęski wrogów Izraela w górach obecnego u Izajasza.
Kraina Magog (Ez 38,2) oznacza prawdopodobnie akadyjskie mat Gog (ziemia Goga).
Gog i Magog pojawiają się ponownie w Nowym Testamencie w 20 rozdziale Apokalipsy świętego Jana, gdzie zostają zebrani przez Szatana, a ostatecznie rozbici przez Boga:
„I wyjdzie, aby uwodzić narody z czterech stron świata, Goga i Magoga, aby ich zgromadzić na bój.” (Ap 20, 8).
Same określenia pojawiają się również w innych miejscach Biblii:
- Gog – jeden z potomków Rubena: Synowie Joela: jego synem Szemajasz, jego synem Gog, jego synem Szimei[5],
- Magog – jeden z synów Jafeta w genealogiach Księgi Rodzaju oraz Księgi Kronik[6].

## W Koranie
Gog i Magog występują również w Koranie (Sura 18:94).

## Identyfikacja
Ludy Goga i Magoga identyfikowano za Biblią z najróżniejszymi najeźdźcami z północy, m.in. z:
- Scytami
- Galatami
- Gotami
- Hunami
- Alanami
- Chazarami
- Turkami
- Madziarami
- Mongołami
- Dziesięcioma Zaginionymi Plemionami Izraela[8][9]

## Nawiązania kulturowe

### Narracja o zamknięciu nieczystych ludów
Pierwsze znane połączenie się tego motywu z narracją o budowie Bram Kaspijskich przez Aleksandra Wielkiego i zamknięciu nieczystych ludów, znajduje się w syryjskiej wersji legendy o Aleksandrze, choć prawdopodobnie jej geneza sięga przekroczenia Kaukazu przez Hunów.
Stamtąd przedostał się do arabskiej literatury eschatologicznej. U geografów arabskich terminy Jāġūġ i Māġūġ oznaczały mało znane im ludy zamieszkujące północne krańce ekumeny, na obszarze środkowej i północnej Azji, jak i północnej Europy.
Do Europy motyw zamkniętych ludów Goga i Magoga trafił za pośrednictwem Romansu o Aleksandrze, który wpłynął również na dwa najpowszechniejsze źródła, z których korzystano podczas recepcji historii Goga i Magoga – Apokalipsy Pseudo-Metodego i również za nią Kosmografię Etyka z Istrii.
Od przełomu IX i X wieku nazwa ta przeszła na Półwysep Skandynawski i jego mieszkańców. Z syryjskiego cyklu legend o Aleksandrze Wielkim pochodzi też podanie, że miał on zamknąć te groźne ludy za spiżową bramą.
Z kolei Marco Polo w Opisaniu świata wspomina, jakoby Aleksander Wielki zamknął za żelazną bramą ludy żyjące na północ od Armenii, identyfikując je z Kumanami.

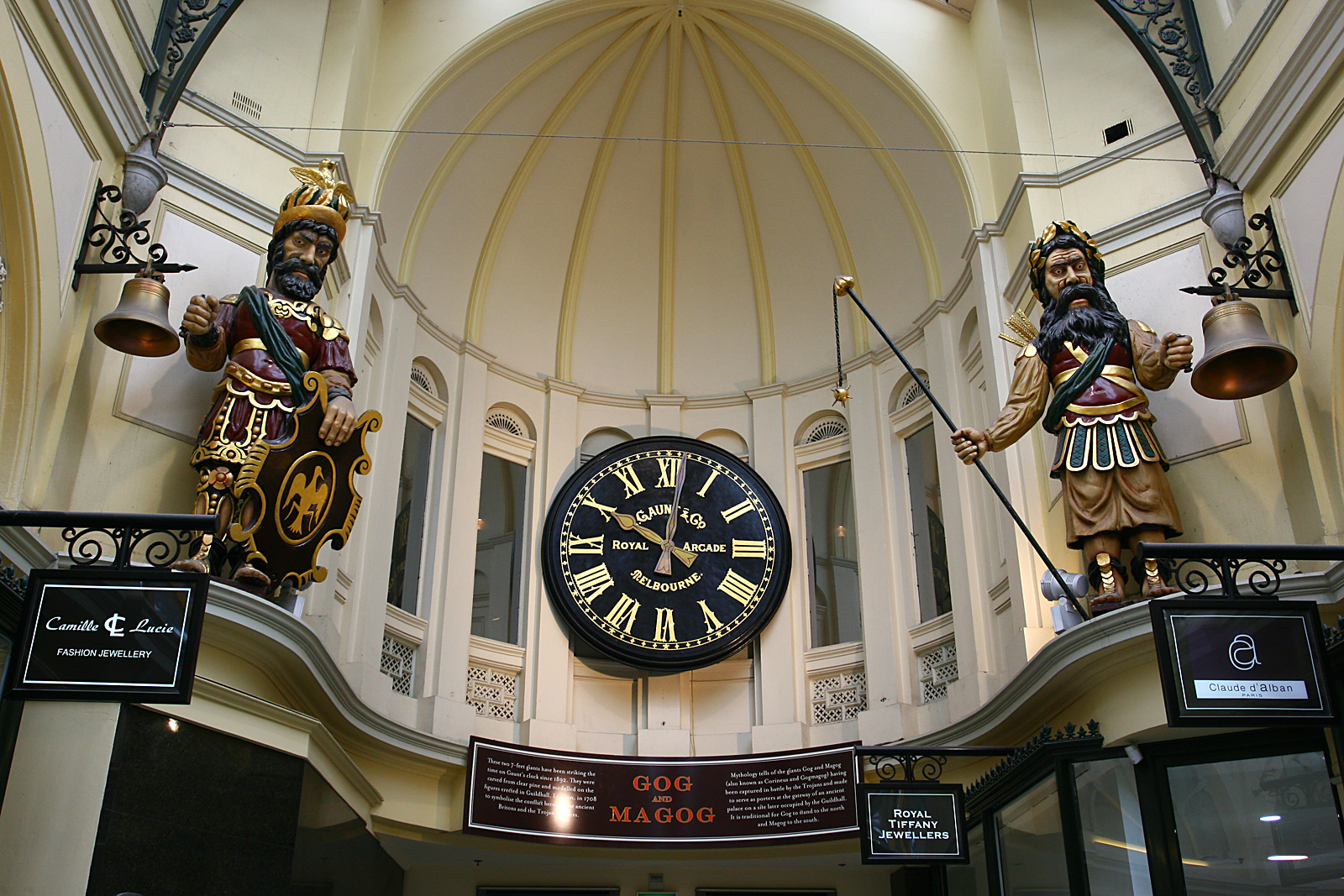
Figury Goga i Magoga w Melbourne

### Inne
Do postaci Goga odwołuje się Jordanes – historyk i kronikarz gocki, nadworny pisarz gockiego króla Gunthigisa. W księdze spisanej ok. 551 r. O pochodzeniu i czynach Gotów (Getica), umieszcza powiedzenie „Gog iste Gothus est”, co należy rozumieć jako „Gog jest Gotem”, jako forma odwołania do biblijnego Goga.
W Historii królów Brytanii Geoffreya z Monmouth występują olbrzymy z rodu Gogmagog, które zostały wytępione przez Brutusa, potomka Eneasza i przodka Brytyjczyków.

### Popkultura
W Władcy Pierścieni orkowie przedstawieni są w kluczu apokaliptycznych ludów Goga i Magoga na podstawie narracji o zamknięciu nieczystych ludów przez Aleksandra.
Do postaci Goga i Magoga nawiązano również w powieści Ania ze Złotego Brzegu autorstwa Lucy Maud Montgomery. Gog i Magog są dwiema porcelanowymi figurami psów, które Ania Shirley otrzymała od panny Patty podczas swoich studiów uniwersyteckich.
W powieści Nigdziebądź, autorstwa Neila Gaimana, wspomina się Goga i Magoga jako gigantów.
W grze komputerowej studia New World Computing Inc. (Ubisoft) Heroes of Might & Magic 3 pojawia się zamek o nazwie Inferno, który reprezentuje siły stylizowane na zastępy piekielne. W jednostkach tego zamku pojawiają się jednostka miotająca ogniem o nazwie Gog i ich ulepszona wersja Magog.
Polski zespół thrash metalowy, Dragon, wydał płytę pod tytułem Horda Goga (oraz jego anglojęzyczny odpowiednik Horde of Gog).
Do Goga i Magoga w kontekście nadchodzącej apokalipsy odwołuje się wielokrotnie postać Mariana Janusza Paździocha w odc. 328 serialu Świat według Kiepskich, Dwa tysiące dwanaście.

### Polityka
Napoleon i Wielka Armia była postrzegana przez Rosjan jako armia Goga i Magoga pod dowództwem Antychrysta.
Poseł na Sejm RP Grzegorz Braun, podczas 66. posiedzenia sejmu w dniu 10 listopada 2022, nazwał „ciurami obozu Goga i Magoga” posłów partii Prawo i Sprawiedliwość, nawiązując w ten sposób do próby wywarcia nacisku na byłego prezydenta Francji Jacques’a Chiraca przez byłego prezydenta USA Georga W. Busha, który w 2003 r., w tenże sposób, w imię walki z terroryzmem islamskim próbował zebrać poparcie dla planowanej inwazji na Irak. G. W. Bush argumentował wówczas, że gdy spojrzał na Bliski Wschód, zobaczył „Goga i Magoga przy pracy” oraz wypełniające się proroctwa biblijne.